# Лоховинин, Юрий Николаевич
Юрий Николаевич Лоховинин (6 сентября 1924, Вологда — 12 апреля 1992, Санкт-Петербург) — советский скульптор, член-корреспондент Академии художеств СССР (1978). Заслуженный художник РСФСР (1975).

## Биография
Родился 6 сентября 1924 года в Вологде, жил и работал в Ленинграде.
Участник Великой Отечественной войны.
В 1958 году окончил Институт живописи, скульптуры и архитектуры имени И. Е. Репина (ИЖСА) у М. А. Керзина.
В 1962 году окончил творческую мастерскую Академии художеств СССР, у Н. В. Томского.
В 1978 году избран членом-корреспондентом Академии художеств СССР.
С 1979 по 1986 год — возглавлял Ленинградский Союз художников, являлся членом Союза художников СССР.
Юрий Николаевич Лоховинин умер 12 апреля 1992 года в Санкт-Петербурге, похоронен на Литераторских мостках.

## Творческая деятельность
Среди произведений: портреты — «Плотник В. Иванцов» (1961), Герои Социалистического Труда — «А. В. Бородулин» (1971), «И. В. Бабушкин» (1972), «И. С. Шевцов» (1980); композиции — «Хлебороб» (1961), «Прометеи революции», конная статуя А. В. Суворова (обе — 1977), также памятники -«Легендарная тачанка» (близ Каховки, совместно с Л. Л. Михайлёнком и Л. А. Родионовым, 1967), «Революция 1905 года» (1973), «Защитникам Севастополя» (1975), Мемориал Славы (Чернигов).

## Награды
- Орден Красной Звезды (1943)
- Медаль «За оборону Советского Заполярья» (1945)
- Орден Отечественной войны I степени (1985)
- Государственная премия СССР в области литературы, искусства и архитектуры (в составе группы, за 1969 год) — за памятник «Легендарная тачанка» (1967) близ Каховки
- Орден Трудового Красного Знамени
- Заслуженный художник РСФСР (1975)